# Frocourt
Frocourt é uma comuna francesa na região administrativa de Altos da França, no departamento de Oise. Estende-se por uma área de 6,44 km². Em 2010 a comuna tinha 534 habitantes (densidade: 82,9 hab./km²).